# جولة التنس العالمية للرجال التابعة للاتحاد الدولي للتنس
الجولة العالمية لتنس الرجال التابعة للاتحاد الدولي للتنس (سابقاً: دورة الرجال للاتحاد الدولي) هي سلسلة من بطولات التنس الاحترافية التي تُنظم حول العالم من قِبل الاتحاد الدولي للتنس (ITF). تمثل هذه الجولة المستوى الأدنى في سلم التنس الاحترافي للرجال، وتُعتبر بوابة دخول للاعبين الشباب الطامحين إلى الانتقال إلى جولات التحدي ومنها إلى الجولة العالمية. يكاد لا يخلو سجل أي لاعب محترف من المشاركة في هذه الجولة خلال مسيرته.

## الشكل
في البداية، كانت الجولة تُعرف باسم بطولات الساتلايت، والتي تُقام على مدى أربعة أسابيع. ومع نهاية التسعينات، استحدث الاتحاد الدولي بطولات تُعرف بـالبطولات المستقبلية (Futures)، مما أتاح مرونة أكبر للاتحادات الوطنية في التنظيم، وسهّل المشاركة للاعبين.
مع مرور الوقت، زاد عدد البطولات المستقبلية مقارنة بالساتلايت، حتى تم الاستغناء عن الأخيرة نهائيًا في عام 2007. تُنظَّم البطولات المستقبلية في فئتي الفردي والزوجي، وتمتد أسبوعاً واحداً. وابتداءً من عام 2017، تكون قيمة الجوائز المالية إما 15,000 أو 25,000 دولار أمريكي، وبعض البطولات توفر السكن للاعبين. كما تتيح البطولات التأهيلية للاعبين غير المصنفين فرصة دخول المنافسات وكسب نقاط التصنيف العالمي.
في عام 2019، أُعيد تنظيم الجولة وأُطلق عليها اسم الجولة العالمية لتنس الاتحاد الدولي، لتكون مظلة تشمل بطولات المحترفين والناشئين، وتشكل مساراً انتقالياً من التنس الناشئ إلى النخبة. وقد جاء هذا التغيير في إطار إصلاحات أوسع تهدف لدعم اللاعبين الناشئين وتوفير توزيع أفضل للجوائز المالية لدعم مسيرتهم الاحترافية.

## نقاط التصنيف في اتحاد اللاعبين المحترفين
يُبين الجدول التالي توزيع النقاط حسب الفئة والموسم:

### 2018
| فئة البطولة           | فوز | نهائي | نصف النهائي | ربع النهائي | دور 16 |
| --------------------- | --- | ----- | ----------- | ----------- | ------ |
| مستقبلية 25,000 + سكن | 35  | 20    | 10          | 4           | 1      |
| مستقبلية 25,000       | 27  | 15    | 8           | 3           | 1      |
| مستقبلية 15,000 + سكن | 27  | 15    | 8           | 3           | 1      |
| مستقبلية 15,000       | 18  | 10    | 6           | 2           | 1      |

### 2019
| فئة البطولة | فوز | نهائي | نصف النهائي |
| ----------- | --- | ----- | ----------- |
| M25+H       | 5   | 3     | 1           |
| M25         | 3   | 1     | 0           |

### 2020–2021
| فئة البطولة | فوز | نهائي | نصف النهائي | ربع النهائي | دور 16 |
| ----------- | --- | ----- | ----------- | ----------- | ------ |
| M25         | 20  | 12    | 6           | 3           | 1      |
| M15         | 10  | 6     | 4           | 2           | 1      |

### 2022 – حتى الآن
| فئة البطولة | فوز | نهائي | نصف النهائي | ربع النهائي | دور 16 |
| ----------- | --- | ----- | ----------- | ----------- | ------ |
| M25         | 25  | 16    | 8           | 3           | 1      |
| M15         | 15  | 8     | 4           | 2           | 1      |

## وصلات خارجية
- الجولة العالمية لتنس الرجال على موقع الاتحاد الدولي للتنس